# Lista dos filmes não pornográficos com cenas de sexo não simuladas
A representação da sexualidade no cinema mainstream foi, durante um tempo, limitada por lei e padrões auto-impostos da indústria. Filmes exibindo atividade sexual explícita eram, com muito raras exceções, confinados a filmes underground distribuídos com privacidade ou "porn loops".[carece de fontes?]

## Filmes com actividade sexual confirmada
Os seguintes filmes contem cenas reais de atos sexuais, ou seja, atores ou atrizes são filmados em atos sexuais reais ou realizando atividades sexuais, tais como, felação e cunilíngua, confirmados através de cenas no filme ou de relatos dos próprios atores e atrizes em entrevistas.[carece de fontes?]
| Título          | Ano  | Cena |
| --------------- | ---- | --- |
| The Brown Bunny | 2003 | Filme de Vincent Gallo, apresenta uma cena em que Chloë Sevigny pratica felação em Gallo.                                              |
| 9 Canções       | 2004 | Vários cenas de sexo entre atriz Margo Stilley e ator Kieran O'Brien, incluindo penetração, felação e ejaculação do ator.              |
| Shortbus        | 2006 | Vários atores neste filme americano, incluindo a personalidade da TV e cantora Sook-Yin Lee, executam atos sexual reais e outros atos. |
| Love            | 2015 | Contém varias relações sexuais explicitas, e nu masculino                                                                              |